# Aphanocalyx
Genre
Classification phylogénétique
Synonymes
- Monopetalanthus Harms[2]

Aphanocalyx est un genre de plantes à fleurs dicotylédones de la famille des Fabaceae, sous-famille des Caesalpinioideae, originaire d'Afrique, qui comprend une quinzaine d'espèces acceptées.
Ce sont des arbres ou arbustes poussant dans les forêts pluviales et forêts riveraines de plaine ou submontagnardes, souvent sur des sols sablonneux pauvres en éléments nutritifs. Ces espèces forment habituellement des peuplements monodominants.
Certaines espèces sont exploitées pour leur bois utilisé comme bois d'œuvre et commercialisé sous le nom d’« andoung ».

## Liste d'espèces
Selon The Plant List (27 novembre 2018) :
- Aphanocalyx cynometroides Oliv.
- Aphanocalyx djumaensis (De Wild.) J.Leonard
- Aphanocalyx hedinii (A.Chev.) Wieringa
- Aphanocalyx heitzii (Pellegr.) Wieringa
- Aphanocalyx jenseniae (Gram) Wieringa
- Aphanocalyx ledermannii (Harms) Wieringa
- Aphanocalyx libellula Wieringa
- Aphanocalyx marginervatus Leonard
- Aphanocalyx margininervatus J.Leonard
- Aphanocalyx microphyllus (Harms) Wieringa
- Aphanocalyx obscurus Wieringa
- Aphanocalyx pectinatus (A.Chev.) Wieringa
- Aphanocalyx pteridophyllus (Harms) Wieringa
- Aphanocalyx richardsiae (J.Leonard) Wieringa
- Aphanocalyx trapnellii (J.Leonard) Wieringa